# Realme narzo 50 5G
realme narzo 50 5G — смартфон середнього рівня з підтримкою 5G, розроблений компанією realme. Був представлений 18 травня 2022 року разом з realme narzo 50 Pro.
14 квітня того ж року в Китаї був представлений realme V23, що відрізняється від realme narzo 50 5G оформленням задньої панелі та більшою кількістю пам'яті.
18 квітня 2022 року був представлений realme Q5i, що має простішу у порівнянні з narzo 50 5G камеру.
Також 14 квітня 2022 року OPPO представили Oppo A57 (для того, аби не плутати з Oppo A57 2016 року також називають як Oppo A57 5G), що відрізняється від realme Q5i оформленням задньої панелі та меншою роздільною здатнсістю дисплею.

## Дизайн
Екран виконаний зі скла. Задня паенль та бокова частина виконані з пластику. Також у narzo 50 5G та Q5i задня панель оформлена штрихом.
Знизу розміщені роз'єм USB-C, динамік, мікрофон 3.5 мм аудіороз'єм. Зверху розташований другий мікрофон. З лівого боку розташовані кнопки регулювання гучності та гібридний слот під 2 SIM-картки або 1 SIM-картку і карту пам'яті формату microSD до 1 ТБ у narzo 50 5G та слот під 2 SIM-картки і карту пам'яті формату microSD до 1 ТБ в інших моделей. З правого боку розміщена кнопка блокування, в яку вбудований сканер відбитків пальців.
realme narzo 50 5G продається в кольорах Hyper Blue (синій) та Hyper Black (чорний).
realme V23 продається в кольорах Glass Color (веселковий градієнт) та Gravel Black (чорний).
realme Q5i продається в кольорах Obsidian Blue (синій) та Graphite Black (чорний).
Oppo A57 продається в 3 кольорах: Lilac Language (бузковий), Quiet Night Black (чорний) та Deep Sea Blue (блакитний).

## Технічні характеристики

### Платформа
Смартфони отримали процесор MediaTek MT6833 Dimensity 810 та графічний процесор Mali-G57 MC2.

### Батарея
Батарея отримала об'єм 5000 мА·год та підтримку швидкої зарядки на 33 Вт.

### Камера
realme narzo 50 5G та V23 отримали основну подвійну камеру 48 Мп, f/1.8 (ширококутний) з фазовим автофокусом + 2 Мп, f/2.4 (сенсор глибини).
realme Q5i та Oppo A57 отримали основну подвійну камеру 13 Мп, f/2.2 (ширококутний) з автофокусом + 2 Мп, f/2.4 (сенсор глибини).
Фронтальна камера всіх моделей отримала роздільність 8 Мп, діафрагму f/2.0 (ширококутний).
Основна та фронтальна камери всіх моделей вміє записувати відео в роздільній здатності 1080p@30fps.

### Екран
Екран IPS LCD зі співвідношенням сторін 20:9, частотою оновлення дисплею 90 Гц та краплеподібним вирізом під фронтальну камеру.
У narzo 50 5G згідно офіційних характеристик діагональ 6.6", у V23 та Q5i — 6.58", а в Oppo A57 — 6.56". Моделі realme мають роздільну здатність FullHD+ (2408 × 1080), Oppo A57 — HD+ (1612 × 720).

### Звук
Смартфони отримали стереодинаміки. Роль другого динаміка виконує розмовний.

### Пам'ять
realme narzo 50 5G продається в комплектаціях 4/64, 4/128 та 6/128 ГБ.
realme V23 продається в комплектаціях 8/256 та 12/256 ГБ.
realme Q5i продається комплектаціях 4/128 та 6/128 ГБ.
Oppo A57 продається комплектаціях 6/128 та 8/128 ГБ.

### Програмне забезпечення
realme narzo 50 5G, V23 та Q5i були випущені на realme UI 2, а Oppo A57 — на ColorOS 12.1. Обидві оболонки на базі Android 12.